# Reddition de Bennett Place
Guerre de Sécession 
Batailles
Campagne des Carolines
- Rivers' Bridge
- Aiken
- Congaree Creek (en)
- Columbia (en)
- Wyse Fork
- Monroe's Cross Roads
- Averasborough
- Bentonville
- Morrisville (en)
- Bennett Place

La reddition de Bennett Place désigne la capitulation de l'armée confédérée du Tennessee le 26 avril 1865 à Bennett Place durant la guerre de Sécession. Cette reddition est la plus grande de la Confédération dans la mesure où plus de 80 000 hommes se sont rendus ce jour-là.
À la suite de sa défaite à la campagne des Carolines, le général confédéré Joseph E. Johnston n'a plus un seul espoir de victoire. Il rencontre, à sa demande, le général nordiste William T. Sherman à Bennett Place pour capituler. Sherman accepte la reddition de Johnston avec des termes très proches de ceux de la reddition de Lee à Appomattox.

## Contexte

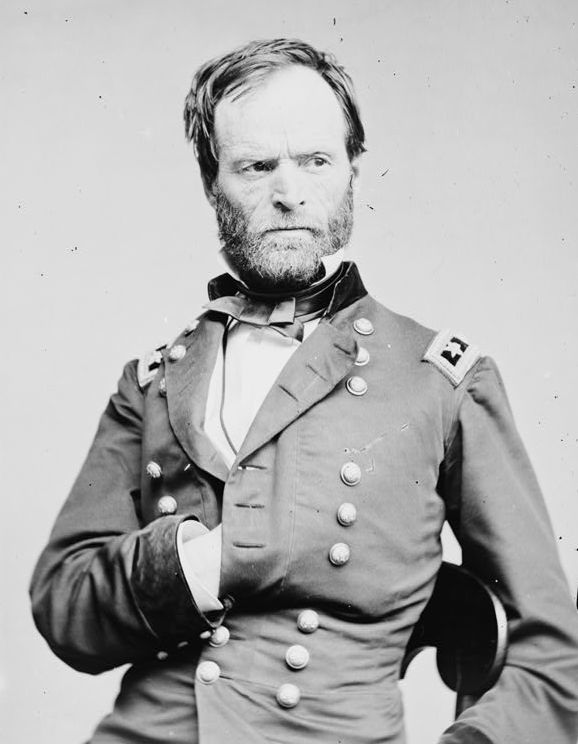
Le major-général William T. Sherman vers 1865

Depuis 1861, la guerre de Sécession ravage les États-Unis. Tandis qu'à l'est, les avancées des nordistes restent minces, à l'ouest, la Confédération perd rapidement du territoire. De 1861 à 1863, le lieutenant-général Ulysses S. Grant permet la prise du Tennessee et de la vallée du Mississippi, séparant le Sud en deux. Promu, Grant est remplacé par William T. Sherman. Ce dernier s'empare d'Atlanta en 1864. Il entame alors sa dévastatrice marche vers la mer. Après avoir atteint Savannah, il remonte en direction du nord-est afin d'atteindre la Caroline du Sud, défendu par Johnston, sans succès. Sherman continue son avancée en passant par Columbia, capitale de l’État, jusqu'à atteindre la Caroline du Nord. Après trois jours de combats à Bentonville, Johnston se retire du champ de bataille.

### Reddition d'Appomattox
Le 9 avril 1865, au terme de la campagne d'Appomattox, le général Lee, commandant de l'Armée de Virginie du Nord, principale armée sudiste, rend les armes au général Grant en Virginie à Appomattox. Le 11 avril 1865, à 1 heure du matin, le général Joseph E. Johnston apprend par une dépêche non officielle mais fiable que le général Robert E. Lee avait rendu les restes de son armée près d'Appomattox Court House, en Virginie. Avant cela, le dernier lambeau d'espoir pour des États confédérés d'Amérique indépendants et victorieux reposait sur Johnston et son armée de plus de 90 000 hommes si elle s'unissait à celle de Lee, largement affaibli par la campagne d'Appomattox quelque part près de la frontière entre la Caroline du Nord et la Virginie. La reddition de Lee a anéanti ces espoirs.

### Mort de Lincoln et début des négociations

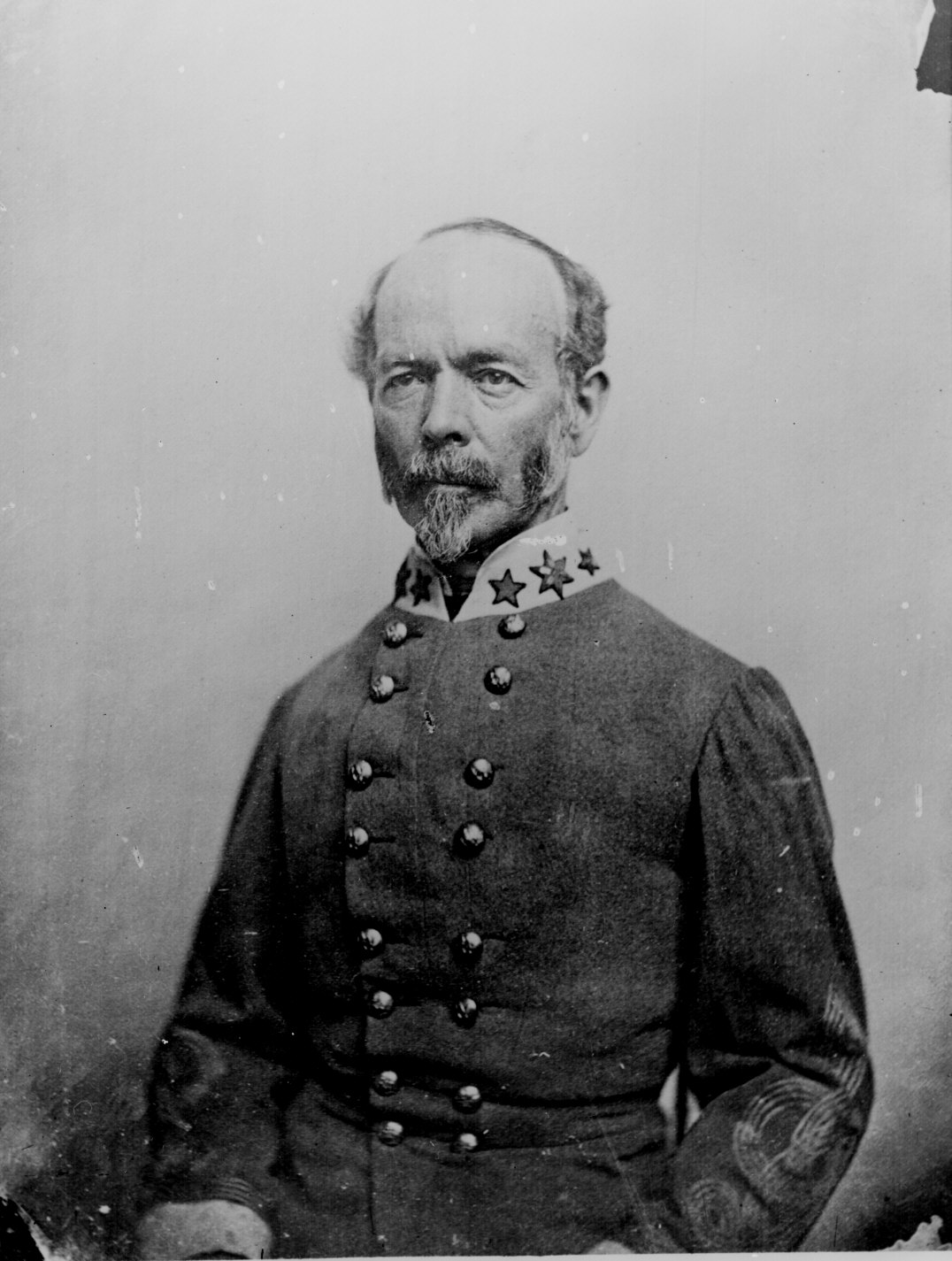
Le général Joseph E. Johnston durant la guerre de Sécession.

Malgré la capitulation de l'Armée de Virginie du Nord, même après la confirmation officielle du secrétaire confédéré à la guerre John C. Breckenridge le 12 avril, le président Jefferson Davis n'était toujours pas convaincu que la reddition de Lee était le coup fatal à la Confédération et à l'effort de guerre. Au lieu de cela, Davis a jailli ces grandes illusions d'une levée d'une grande armée de campagne bien armée et bien nourrie composée de déserteurs rappelés et de ceux qui ont évité la conscription pour continuer la lutte pour l'indépendance confédérée.

Le 13 avril, lors d'une réunion militaire à Greensboro, en Caroline du Nord, Johnston a tenté de dissuader Davis de son plan de reprise des combats en arguant que les forces de l'Union étaient plus nombreuses que les confédérés de dix-huit contre un, la Confédération manquait d'argent, de crédit et d'usines pour acheter ou produire plus d'armes, et les combats ne feraient que dévaster davantage le Sud sans nuire de manière significative à l'ennemi. Avec la reddition de Lee à Appomattox, Johnston a déplacé son objectif vers l'obtention des meilleures conditions de reddition possibles car il a soutenu : 
« Avec de telles chances contre nous, sans les moyens de se procurer des munitions ou de réparer des armes, sans argent ni crédit pour se nourrir, il était impossible de continuer la guerre autrement que comme criminel. » 
Heureusement pour Johnston, Davis a accepté d'ouvrir des communications avec le général William T. Sherman ; cependant, Davis croyait toujours que la victoire était réalisable malgré les preuves accablantes du contraire. Johnston a reçu la réponse de Sherman le dimanche matin de Pâques et s'est rendu à Greensboro pour informer Davis ; cependant, Davis était parti sans en avertir Johnston - les deux hommes n'ont jamais entretenu de relations cordiales. Un Johnston agacé a décidé d'engager des négociations avec Sherman sans l'autorisation de Davis et a suggéré une réunion le 17 avril, ce que Sherman a accepté. Alors que le général Sherman montait à bord de son train à Raleigh pour l'emmener à la gare de Durham, ville située entre Greensboro et Raleigh, le matin du 17 avril, il apprit par un télégramme codé du secrétaire fédéral à la guerre Edwin Stanton que le président Abraham Lincoln avait été assassiné alors qu'il assistait à une pièce de théâtre à Washington. Malgré cette nouvelle choquante, Sherman a poursuivi ses plans pour rencontrer Johnston. Les deux hommes ne s'étaient jamais rencontrés auparavant, bien qu'ils aient tous deux servi dans l'ancienne armée ; cependant, les deux ont développé un respect mutuel pendant la campagne d'Atlanta durant laquelle ils furent adversaires. Après avoir échangé des plaisanteries, les généraux s'installent dans la petite ferme Bennett au nord-ouest de la ville de Durham pour abriter leur réunion privée afin de négocier les conditions de la reddition. Dès qu'ils furent en privé, Sherman remit à Johnston le télégraphe annonçant l'assassinat de Lincoln. Après avoir entendu la nouvelle, Johnston, choqué, déclara à Sherman :

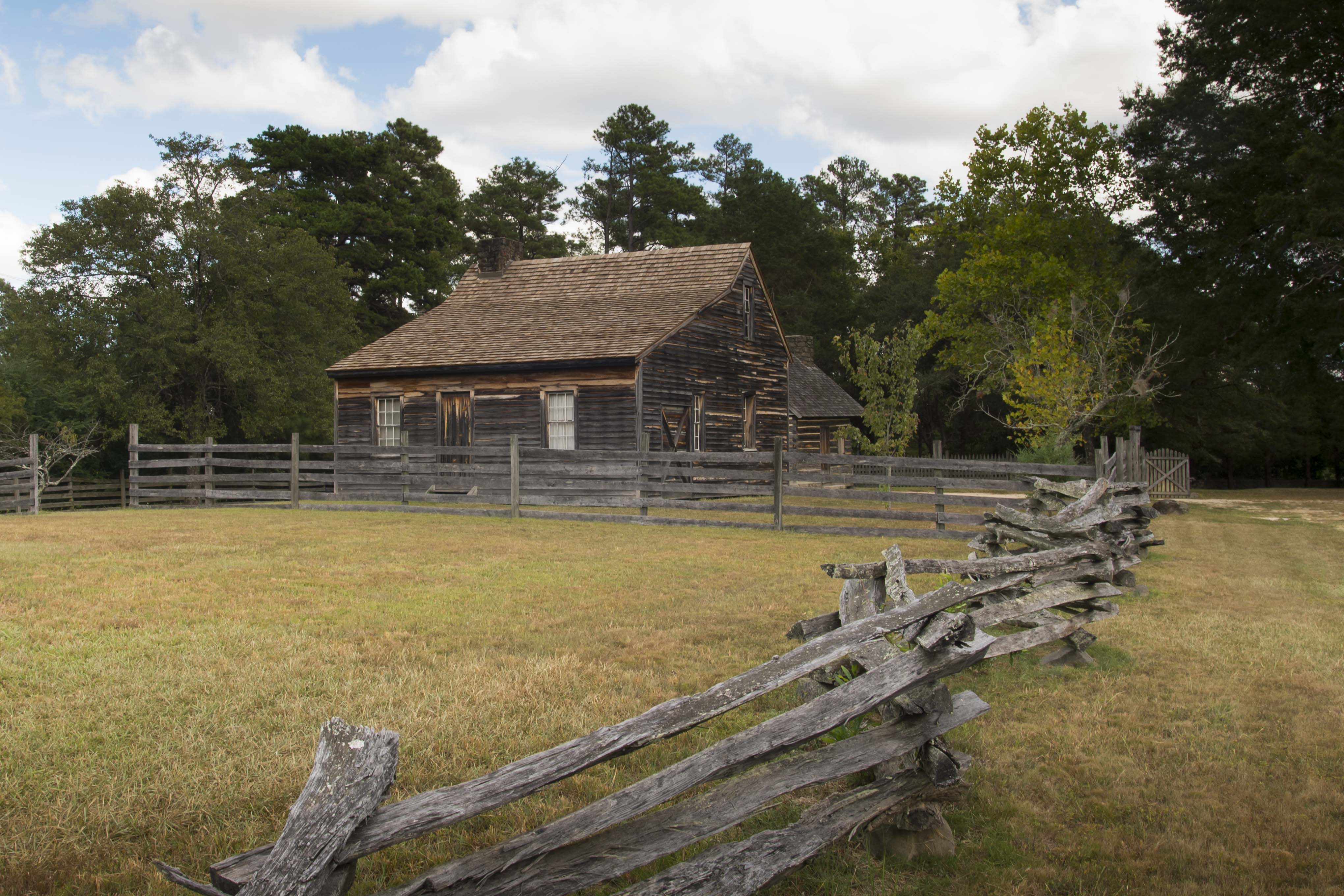
Bennett Place, le lieu dans lequel Johnston et Sherman se rencontrèrent. Ce n'est autre que la ferme de James et Nancy Bennett à Durham en Caroline du Nord.

« Pour moi, cet événement est vraiment la plus grande calamité possible pour le Sud. »
Cela a réaffirmé son objectif d'obtenir les meilleures conditions de reddition possibles. Dans ces négociations préliminaires, Johnston a joué son atout, il a proposé de négocier les conditions de la reddition de toutes les armées restantes en échange d'une amnistie pour Davis et son cabinet, ce que Johnston a affirmé pouvoir recevoir l'autorisation de Davis. Sherman a d'abord rejeté cette offre car il a non seulement promis à Grant qu'il ne s'écarterait pas des conditions que Grant offrait à Lee à Appomattox, mais aussi parce qu'en acceptant les conditions de Johnston, il reconnaîtrait la Confédération comme une nation souveraine indépendante et s'étendrait aux affaires civiles qui transgressaient les frontières. Les deux parties sont convenues de se rencontrer le lendemain pour de nouvelles négociations.
Lorsque Sherman est retourné à Raleigh, il a appris que malgré son ordre contraire, la nouvelle de l'assassinat de Lincoln s'est répandue. Sherman a rencontré une foule de soldats en colère qui ont exigé que Sherman refuse une reddition confédérée ; ces hommes étaient « fous de vengeance ». La ville de Raleigh a été presque incendiée dans la nuit du 17 au 18 avril, mais Sherman a pu garder le contrôle de son armée et de leur quête de vengeance. Alors que l'armée unioniste du Tennessee était sur le point de se transformer en foule, l'armée confédérée du Tennessee s'effritait rapidement. Au fur et à mesure que la nouvelle des négociations de reddition se répandait, la démoralisation s'est répandue dans toutes les unités de l'armée de Johnston, ce qui a entraîné un grand nombre de désertions. L'armée confédérée du Tennessee devenait rapidement une « armée squelettique ».
Le 18 avril à midi, Johnston et Sherman se retrouvèrent à la Bennett House, ferme appartenant à James et Nancy Bennett. Johnston, par l'intermédiaire de Breckenridge, obtint l'autorisation de Davis de rendre les armées confédérées restantes mais voulait l'assurance explicite de Sherman pour la protection des droits constitutionnels de son soldat. Sherman lui assura que la proclamation d'amnistie de Lincoln en 1863 et les termes de la reddition d'Appomattox permettaient une grâce totale à tous les soldats confédérés, des soldats au général commandant. Les deux hommes sont finalement parvenus à un accord. En vertu de cet accord, les hostilités seraient suspendues en attendant l'approbation de l'accord, les armes confédérées devaient être déposées dans les arsenaux des États respectifs et ne pouvaient être utilisées que dans cet État, et les officiers et les hommes devaient signer un accord pour cesser toutes les hostilités de guerre. De plus, le président des États-Unis reconnaîtrait tous les gouvernements des États du sud tant que leurs officiers et législateurs prêteraient serment d'allégeance, le système judiciaire fédéral serait rétabli dans les États du sud. Le président garantirait également les droits personnels, politiques et de propriété du peuple du Sud et accorderait l'amnistie légale à tous les sudistes, ce qui incluait implicitement Davis et son cabinet. Ces conditions étaient incroyablement indulgentes pour les sudistes et suivaient la politique de Sherman d'une guerre dure suivie de conditions douces. Sherman ne voulait pas punir le Sud mais plutôt les accueillir à nouveau dans le giron des États-Unis à bras ouverts pour atténuer toute résistance. Quelles que soient ses motivations, en offrant ces conditions, Sherman s'est plongé dans des questions politiques sur lesquelles il n'avait aucune autorité. Pour cette raison, le président Andrew Johnson et son cabinet ont rejeté ces conditions du 18 avril et ont envoyé Grant à Raleigh pour superviser la reprise des hostilités.
Pendant l'armistice, l'armée squelettique de Johnston s'effondrait davantage à mesure que les désertions massives augmentaient, ce qui continuait de tourmenter l'armée. La discipline s'est effondrée et les vols se sont multipliés, même le siège de Johnston a été cambriolé. Johnston et ses subordonnés avaient à peine le contrôle de l'armée. Ainsi, lorsqu'une dépêche de Sherman arriva à six heures du soir le 24 avril l'informant que les hostilités reprendraient le 26 avril à midi pile, Johnston savait qu'il devait agir rapidement afin d'obtenir des conditions de reddition favorables pour son rétrécissement rapide.

## Déroulement
À la demande de Johnston, lui, accompagné par Breckinridge et Sherman, se rencontrent à nouveau à Bennett Place le 26 avril, mais sans Grant. Sous l'autorité de Johnston et Sherman, le général John Schofield a rédigé des termes qui ressemblaient étroitement aux termes d'Appomattox deux semaines plus tôt. Johnston accepte ces termes à un détail prêt : le lendemain, il écrit un codicille pour ces termes que Schofield a modifiés. Le président Johnson et son cabinet ont approuvé ces conditions et n'ont pas contesté le supplément de Johnston. Selon ces honorables conditions définitives, l'armée de Johnston et sa force navale cessent toutes les hostilités, chaque brigade peut garder 1/7 de ses armes légères et les soldats déposent leurs armes dans leurs capitales d'État respectives, tous les officiers et hommes doivent être mis en liberté conditionnelle et prendre une serment de ne pas prendre les armes contre les États-Unis, leurs libérations conditionnelles sont signées par leurs commandants immédiats, les soldats peuvent conserver leurs chevaux pour pouvoir travailler la terre et d’autres biens privés, et l'armée de l'Union assure le transport terrestre, ferroviaire et maritime des hommes libérés sur parole. Indépendamment de cet accord, Sherman promet également 250 000 rations aux troupes nouvellement libérées sur parole. Ces conditions de reddition favorables ont permis aux anciens confédérés de rentrer chez eux avec une relative facilité.

## Conséquences
Cette reddition, certes cumulée à celle de Lee, ne marque pas la fin des combats car les sudistes continuèrent à résister, en vain.
Le président confédéré Jefferson Davis, après avoir appris la reddition de Lee le 12 avril, s'enfuit pour échapper aux nordistes car il ne voulait toujours pas abandonner mais il est néanmoins capturé le 10 mai et emprisonné avant d'être libéré deux ans plus tard sans même avoir été jugé.
La dernière armée confédérée à se rendre, l'armée Trans-mississippi du général Kirby Smith se rendit le 2 juin 1865 et le dernier groupe armé organisé à se rendre fut celui du général et chef cherokee Stand Watie le 23 juin 1865, marquant la fin totale des combats de la guerre civile.